# Dendrograma
Un dendrograma (del grec dendron 'arbre', -gramma 'dibuix') és un tipus d'il·lustració gràfica o diagrama de dades en forma d'arbre que organitza les dades en subcategories que es van dividint en unes altres fins a arribar al nivell de detall desitjat (assemblant-se a les branques d'un arbre que es van dividint en unes altres successivament). També ens podem referir al dendrograma com a la il·lustració de les agrupacions derivades de la clusterització de dades.
Aquest tipus de representació permet apreciar clarament les relacions d'agrupació entre les dades i fins i tot entre grups d'ells encara que no les relacions de similitud o proximitat entre categories. Observant les successives subdivisions podem fer-nos una idea sobre els criteris d'agrupació, la distància entre les dades segons les relacions establertes, etc.
Els dendrogrames s'utilitzen sovint en biologia computacional per il·lustrar l'agrupament de gens. Un altre tipus de dendrograma molt utilitzat en biologia és el cladograma, que classifica els organismes taxonòmicament segons la seva relació.
Com a exemple, imaginem que les dades següents s'han d'agrupar usant la distància euclidiana com a distància mètrica.
El dendrograma que se n'obté és el següent:
Els nodes de la línia superior representen les dades, la resta de nodes representen els agrupaments als quals pertanyen, i les fletxes representen la distància.